# 動物のお医者さん
『動物のお医者さん』（どうぶつのおいしゃさん）は、佐々木倫子による日本の少女漫画。1987年から1993年にかけて白泉社『花とゆめ』に連載。全119話。単行本は、花とゆめCOMICSで全12巻、白泉社文庫版では全8巻、愛蔵版が全6巻。2020年5月時点でコミックスの累計発行部数は2160万部を突破している。2003年にはテレビドラマ化された。
札幌市にある「H大学獣医学部」を舞台に、獣医師を目指す学生の日常をコメディタッチで描いている。

## 概要
基本的に一話完結型。ただし、作中での時間経過は連載中の実時間と一致しており、物語の導入部終了後、主人公ハムテルの獣医学部3年から6年までと、大学院博士課程2年目までの6年間が描かれる。
主人公の飼い犬であるシベリアン・ハスキーの“チョビ”はシベリアン・ハスキーブームを巻き起こし、同時にH大のモデルである北海道大学獣医学部の志望者数が大幅に跳ね上がるなど、社会現象も巻き起こした。
登場する動物は一貫して写実的に描かれている。一方で、動物のセリフとしてふきだしなしの文章が明朝体のレタリングをされてコマ内に書かれ、同種の動物間（場合によっては異種間も）では言語で意思疎通しているような演出がされており、ドラマ版でも反映されている。ただし、人間は動物のセリフの内容を理解しておらず、動物の態度から内容を推測しているにすぎず、「動物の話がわかるようになる」という伝承のあるソロモンの指輪が現実にあったとしても「動物の考えはわかりたくないから要らない」という描写もされている。

## あらすじ
高校3年生の西根公輝と二階堂昭夫はH大の敷地内を歩いていた際、険しい顔をしたメスのシベリアン・ハスキーの子犬と出会う。高校生にしては落ち着いた雰囲気を醸し出していた公輝は、里親を探していたH大教授の漆原に子犬を押し付けられる。当初からH大を志望していた公輝だったが、子犬の飼育により発生する病院代などを節約するため、H大学獣医学部へ入学し、獣医師を目指すことになる。子犬は「チョビ」と命名されて西根家で「ミケ」と呼ばれるメスネコや「ヒヨちゃん」と呼ばれる雄鶏と共に飼育され、大人しく忍耐力のある物分かりの良い犬に育っていく。

## 登場人物・動物

### 西根家
西根 公輝（にしね まさき） / ハムテル / キミテル
演 - 吉沢悠
主人公。H大学獣医学部の大学生→大学院生。獣医師国家試験合格と獣医学部卒業後は大学院獣医学研究科博士課程家畜病院所属。友人からは名前の「公輝」を分解した「ハムテル」、祖母からは「キミテル」など、みんなの呼びたいように呼ばれているため、ドラマ版を含めて両親、菅原教授、亀松教授ぐらいしか彼の本名を口にしない。
高校時代、同級生の二階堂と共に、帰宅の近道であるH大獣医学部の解剖実習室横を通り抜けようとした時、供養塔の墓石の影に居たハスキー犬の子犬チョビ、そしてチョビを探していた漆原教授に出会ったことで獣医の道に進む事になる。チョビを探して現れた漆原教授に「いい飼い主」になれる素質を見抜かれ、「キミは将来、獣医になる!」と宣言され、チョビの飼い主を押し付けられた。その気は無かったものの、後の通院経験から「獣医になれば飼っている動物たちの治療費が浮く」と手近なH大学獣医学部病院学講座を進路に選んだ。
沈着冷静な青年で、基本的に無表情でマイペース。初対面の漆原教授から「高校生にしてはじいさんぽい落ち着き」と評され、時には祖母や友人から「根暗」と言われるほど。よく青筋を立てて怒る感情的な二階堂とも対照的で、劇中にハムテルが青筋を立てて怒った描写は一度もない。ただしよほどのことがない限り、態度や表情に出にくいだけである。事故で行方不明になったチョビが戻ってきた際には、嬉しさからパジャマ姿のままチョビに抱きつき、満面の笑みを浮かべている。
その一方で、漆原教授との勝負に多少熱くなったり、祖母や菅原教授相手にいたずらじみたことをする、お茶目な面もある。動物には少年の頃から優しく接し、変わり者や凶暴なキャラクターを除けば動物からも好かれやすいが、チョビに礼儀作法を教育するなどしつけにもぬかりがない。
冷静さに加えて、なにごともそつなくこなし、試験で赤点を取ったこともないため、周囲からの信頼もあついが、頼みごとなどを原因に、いつの間にかトラブルに巻き込まれていることもしばしば。本人曰く「温室育ち」の世間知らずで、アルバイト経験もなかった。その後は清原に頼まれて犬の散歩のバイトの代行や、夏休みには二階堂といっしょに馬舎のバイトを経験している。
大正時代からある大きな屋敷に祖母と二人暮らしだが、見栄に無頓着な性格なので必要な生活空間しか手入れしていない。両親は長いこと不在で、親友の二階堂ですら大学3年まで「不慮の事故か病気で両親は他界している」と勘違いしていた。本人曰く「聞かれなかったので言わなかっただけ」で、実際は両親ともにドイツの楽団に在籍している。父は指揮者（マエストロ）、母はピアニストを目指していたが、祖母曰くどのコンクールでもとちったためオペラ歌手になった。母は実年齢に対してあまりにも見た目が若いため、楽団のメンバーから「化け物」呼ばわりされている。両親はあまり日本に帰らないために、大学合格記念のプレゼントを入学から3年後に渡された。一人っ子で父とは顔も性格も似ているが、母とはハムテル自身も「本当に親子なのか?」と思うほど顔も性格も似ていない。親子仲は特にわだかまりも無く、稀に帰国した際は家族総出でマージャン卓を囲み、勝敗に屋根の雪おろし担当を賭けるのが恒例行事になっている。演奏家の両親の影響かハムテルもピアノを弾けるが、音感は皆無に等しく、「破れ鐘を叩くような音」が出るほど調律の狂ったピアノを弾いても気が付かない。
犬ぞりレース愛好家のブッチャーに若さを見込まれ、マッシャー（そりの操縦者）となり、3回目の大会では見事に優勝を果たした。
物語終盤では友人の二階堂と共に博士課程に進み、動物病院へ修行に出て、将来的には二階堂と共に開業したいと考えている。
西根 タカ（にしね タカ）
演 - 岸田今日子（少女時代：吉野きみか）
ハムテルの祖母。ハムテルからは「おばあさん」と呼ばれている。原作では、常に着物姿で登場する。
上品ではあるものの気性が荒くて押しが強く、根に持つ割には都合の悪いことをすぐ忘れるタイプ。我がままで怒りっぽいトラブルメーカーで「西根家では彼女が裁判官であり彼女自身が法である」と称される存在だが、楽天家でどこか憎めない祖母に、ハムテルは大概うまく押し切られて逆らえない。
立場上は飼い主であるミケはおろか、自分で預かってきた動物の世話もハムテルに押し付け、口だけ出すという気楽な立場を貫いている。ハムテルが獣医学部に進んだと近所に吹聴したため、住民が家畜病院に行くまでもないと判断した比較的軽い容態（下痢や無気力）の患畜を動物病院ではなく西根家へ連れて来るようになってしまった。重症の動物を持ち込まれたら対処しきれないというハムテルの不安が的中し、ハムテルが不在の中、卵詰まりで瀕死の文鳥を持ち込まれた時には流石にタカも後悔しかけたが、祖父が小鳥を多数飼育していた経験と咄嗟の機転で、有り合わせのサラダ油により卵詰まりの処置に成功してしまい、お気楽な考えが改まることは無かった。
少女時代から現在の屋敷で暮らしており、女学校出で学もある。孫のハムテルが同じ西根姓であるため、娘の絹代と少なくとも2代続けて入婿を迎えたことになるが、タカ本人の夫（ハムテルの祖父）は作中に登場しない。文化的な芸事を通じての交友が広い。趣味は園芸。
チョビ
声 - 柊瑠美
ハムテルの飼い犬で、シベリアン・ハスキーのメス。連載当時の日本では珍しい犬種で、ペット雑誌でハスキー犬の価格を見た二階堂は「あの先生がシベリアン・ハスキーみたいな高価な犬をタダでくれるか?」と犬種を疑っていた。
ハムテルには忠実で、彼のことをとても慕っている。
ハムテルが子供の命名の本まで読んで名前を考えている間に、二階堂が動物相手に乱用する「チョビ」という呼びかけを自分の名前と思い込んでしまった。
ご機嫌なときの笑顔ですら般若と形容されるほどの強面で、単行本での紹介文はそれを逆手に取った「笑顔が可愛いシベリアン・ハスキー」。初対面の相手にはよく怖がられ、飼い始めたころのハムテルも「あまり微笑まないように」と注意するほどだった。その一方で、菱沼から「箱入りハスキー犬だものね」と言われるほど、温厚かつ従順で、賢く聞き分けの良い、受動的な性格の持ち主。一人称は「ワタシ」。ミケに対しては「ミケちゃん」と呼んでいる。興味のあることに対しては「あそぼ」「あそんでるの?」、不快な状況に対しては「ひー」「やーん」などの意志を表す描き文字が出る。
動物とのコミュニケーションは先輩猫であるミケから教え込まれ、命の恩人でもある彼女には、大きく成長したあとも頭があがらない。人間とのコミュニケーションはハムテルとタカから教育を受け、人や食べ物に損害を与えない『西根家で最も安全な動物』と評される。ただし食い意地だけは張っており、押しに弱い二階堂を見つめ続けてプレッシャーを掛け、サンドイッチを勝ち取ったことがある。
動物どうしのやりとりでも比較的上品で常識的な性格で、その能力と性格から犬ぞりのリーダーを務めたり、大人しさを買われて人気天才子役の少女らと共にペットモデルとしてポスターになったことがある。
非常に温厚だが全く怒らないという訳ではない。ワガママなスコシと一時的に同居した際には、その傍若無人ぶりに「何度か怒ろうと思った」ものの、タイミングを逃して結局怒れなかった。しかし、ハムテルが興奮した犬ぞりのハスキー犬に手を噛まれて怪我をした時には青筋を立ててその犬に噛みついている。
母親は迷い犬のハスキー犬（舶来の首輪を付けていた）で、人家の床下で出産した。産後の母子が弱っている様子を察した家の主人は床板を剥がしてまで救出を試みた。しかし母犬と兄弟の仔犬たちは助からず、チョビだけが衰弱した状態で保護され、深夜に知人であった漆原に託された。その後は獣医学科家畜病院で先に来ていた他の仔犬（チョビより2週間ほど早く産まれた）と共に貰い手を待っていたが、とうとうチョビには最後まで貰い手がつかなかったため漆原が自宅で飼う決心をし、連れて帰ろうとしたその日、偶然ハムテルに巡り合うこととなったのであった。
劇中では一度、雷の音と光でパニックになってハムテルからはぐれ、行方不明になったことがある。最終的には自力で戻ってきたが、それ以来、雷やそれに似た音、カメラのフラッシュが苦手となってしまった。
テレビドラマ版の“チョビ”の本名も“chobi”という。スタッフが数か月かけて、長野県内で見つけた。
ミケ
声 - 山本圭子
タカの飼い猫。首にリボンを巻いているメスの三毛猫。なぜか動物同士の会話や思考が関西弁になっており、ハムテルを「ハムやん」と呼んでいる。
水が苦手で泳げないが、狩りが得意でネズミやスズメを狩ることに情熱を持ち、近所の商店がネズミ捕りがわりにしていたハエ取りリボンに自分が引っ掛かってご近所トラブルになりかけたことも。「自分の縄張りでネズミが大きな顔をしているのが許せない」という理由から、ハムテルに叱られると分かっていてなお、西根家で飼われているスナネズミにも狩猟本能をたぎらせる。
元々はタカの友人宅で生まれた4匹の子猫の中の1匹で、二度ほど貰い手がついたが気性の荒さからお流れになり、最終的にタカの飼い猫になる。プライドが高く、もともと神経質だったが、幼少期に遭遇した不運な出来事のせいもあり、当時はかなり不良少女的な性格だったらしい。
落ち着いた現在でも大型犬を挑発しに行くほど喧嘩好きだが、飢えた親子連れの野良猫の為、ハムテルに餌を用意させるなど面倒見のよい姉御肌でもある。ハムテル宅周辺の地域をテリトリーとする猫社会の女ボスで、その様子は「裁判官兼区役所員」とも。また、幼いチョビのしつけをしたのも彼女で、チョビが成犬になってからもスズメやカエルの取り方を教えようとする。チョビからは「ミケちゃん」と呼ばれている。
要領がよく、タカの寵愛を受けているため、西根家での立場は高い。チョビやハムテルに遊びにさそわれると、子どもの相手をするのはごめんだと渋々な態度を取りつつも、いざ遊びはじめると本気になって見境がなくなる。
タカが留守の間に、ハムテルが大学に連れていった事もあるが、避妊手術予定の猫と間違われ、麻酔をかけられ腹の毛を剃られた。ハムテル達に発見されて手術は行われずに済んだが、ハムテルはタカに怒られ、「西根家の動物は病院にかかるとハゲを作られる」というジンクスができた。
ヒヨちゃん
声 - 大塚明夫
凶暴で喧嘩好きなオスのニワトリ。もともとは、鷹匠に憧れていた小学生のハムテルが鷹のように操ることを夢見て、道端の露店で購入したヒヨコである。名前も「買った時、ヒヨコだったから」という理由でつけられた。
品種はごくありふれた卵用種の白色レグホン。漫画内では「西根家最強の生物」と紹介されている。ニワトリとしては相当の老齢であるが、老いてなお、つつかれれば流血沙汰になり、小屋から出す時も扉を開くと飛びかかってくるほど凶暴で、縄張りである西根家の庭に入ってくれば大型犬のチョビすら追いまわし、飼い主のハムテルにも蹴りを入れる。これが結果的に西根家を押し売りや泥棒などから守っているが、無害なはずの二階堂もよく蹴られている。
ハムテルが小学生の頃には、鷹匠の真似事でヒヨちゃんを訓練していたが、しょっちゅう鳴くニワトリの習性に辟易したタカが、ヒヨちゃんを大音量のラジカセの下に置いた段ボール箱に閉じ込めたため、一時は臆病な性格だった。庭に迷い込んだ近所の犬とのケンカで勝って以来、行き過ぎた自信をつけ、ハムテルも「もう、あるがままのヒヨちゃんでいい」としつけを放棄したため、現在の凶暴性を獲得した。
劇中では一度インフルエンザを患ったが、漆原による治療を受けて短期間で復活。荒っぽく注射されたことを根に持っており、様子を見ようとした漆原に飛び掛って作中の動物では唯一互角の戦いを見せ「もう2度とつれてくるなよ」と言われるほどだった。
二階堂の親戚から押しつけられた凶暴な2羽のメスとお見合いをしたことがあるが、双方の気性の激しさが災いして大失敗に終わり、追い出された2羽の雌は隣の家に住み着いている。自分よりある程度小さい動物に対しては優しい（というより無関心な）一面があり、たまに庭にやってくる小柄で可愛い茶色のオスニワトリが唯一の友達。
スナネズミ
付属家畜病院の診療を手伝った「お礼」として漆原教授からハムテルに押し付けられた。両方オスだから増えないという触れ込みだったものの、実際にはオスメス揃っていたせいで繁殖し、何匹かは大学の同級生、先輩などに里子に出され、後のエピソードに登場している。
最初に貰った2匹は、ハムテルに見た目から「おとうさん」と「おかあさん」と名付けられたが、授乳の様子などから「おとうさん」がメス、「おかあさん」がオスだったと判明する。毛皮が大好きで、ミケの腹の上でも昼寝してしまうという、生存本能に欠ける暢気な存在である。自分より大きなものが素早く飛んでくると気絶する習性がある。ハムテルはケージの床材に新聞紙を使用しているため、インクが体毛に移って全体的に灰色（文字どおりの「ネズミ」色）っぽい。泳げる者と泳げない者がいる。あるきっかけで「おとうさん」だけ日本酒を飲むようになり、たまにハムテルや祖母、チョビと一緒に晩酌をしている。
コロ
タカが女学生時代に飼っていた犬。既に他界しているので回想シーンのみに登場する。
近所の獣医である西町家畜診療所で爪を切ってもらった際、切りすぎで出血してしまったことがあり、タカは三代目の孫が院長を務める現在に至るまで、西町家畜診療所へ西根家の動物を通院させる事を禁じている。
当時としては珍しい犬の爪切りをした経緯についてハムテルが不思議に思い、いろいろと思い出してみると、爪の切りすぎはタカが意地を張ったことも原因だと判明した。
西根 絹代（にしね きぬよ）
演 - 真矢みき
ハムテルの母でタカの娘。ピアニストだったが、本番に弱い性質でよく失敗していたため、後にオペラ歌手へ転身。ハムテルの少年時代には夫の祥平ともども同居していたが、音楽家としての活動のため現在はドイツ在住。『トスカ』の日本公演で主役を務めるついでに北海道の実家を訪れた。多忙なためか、ハムテルと高校から付き合いがある二階堂ですら死別したのかと勘違いするほど長期間姿を見せておらず、ハムテルの大学合格祝いを入学後3年経ってからプレゼントする事になった。
基本的に親子仲は良好だが、ハムテルから冗談混じりに「血の繋がりを感じられない」と思われるほど、実母のタカに似たお気楽な性格。同僚の欧米人から見ると外見がまだ少女のように見えるらしく、彼らからは親しみを込めて「ばけもの」と呼ばれている。西根家の庭にあるコンクリートの池は彼女の作で、「趣味は土木工事」と注釈を入れられていた。
西根 祥平（にしね しょうへい）
演 - 小木茂光
ハムテルの父で婿養子。ピアニストだが簡単な指揮もできる。絹代と共にドイツ在住。ハムテルの動じない性格は、この人から受け継がれたもの。容姿もよく似ているが、ハムテルよりは笑顔が多く、やわらかい印象がある。若干天然ボケぎみで妻の尻に敷かれているようだが、妻を尊敬しているために何も言わないだけである。ハムテルを本名で呼ぶ数少ない人物。

### H大学

#### 学生
二階堂 昭夫（にかいどう あきお）
演 - 要潤
高校時代からのハムテルの親友。意味もなくハムテルの家にいたりするため、日常シーンにもよく登場する。
感情表現が豊かで動揺しやすく臆病であり、冷静なハムテルとは対照的な性格。可愛い動物・関心を引く動物をひっくるめて「チョビ」と呼ぶ奇癖があったため、結果的にチョビの名付け親になっている。他にも、モズの「ポチ」やモモンガの「モモちゃん」など、作中の動物の名付け親になることもしばしば。
主体性がなく優柔不断な性格が災いし、なかばハムテルにくっついていくような形でH大獣医学部に入学した。しかし「ネズミ」という文字に触れることさえ拒絶し、不意に目の前に出てくれば大学校舎の3階から1階まで聞こえるほどの声で絶叫し気絶するほどのネズミ嫌いなため、実習では避けて通れない実験用ラットやマウス、診察に来る齧歯類ペットの扱いに苦労する事になる。
ネズミ嫌いの理由については特に描写されていないが、アレルギーなどではないため、必要に迫られて結局ネズミの類に関わるはめになることも。
第1話では、ハムテルと2人で最寄の地下鉄駅への近道である獣医学部の解剖学教室棟の前を猛ダッシュで通り過ぎるほど臆病だったが、学年が進むにつれて動物の遺体に慣れ、遺体をスケッチしながら居眠りしそうになった事がある。
自らの主体性の無さは自覚しており、自立すべく発奮したこともあるが、結局ハムテルと同じく博士課程に進学。最終エピソードでは、ハムテルの足手まといになるまいと1人で動物病院に就職しようとしたが、期待され過ぎたプレッシャーと、突然現れたネズミに悲鳴をあげたことでハムスターなど齧歯類の診察に支障が出るのがバレてしまい、結局は2人での開業を目指すことを決めた。
ネズミ以外の動物に対しては特に難はないが、ヒヨちゃんとは相性が悪く、頻繁に蹴りを喰らっている。
九州出身の両親と妹の奈緒、弟の拓哉と稔の6人家族で、後にニッキ・ヒガシ・カッちゃんと名付けられた三匹の白いネコが加わる。妹弟達はかなり歳が離れており、いつも「にいちゃん遊んで〜」とまとわりつかれるなど好かれているが、勉強を邪魔されることから、よく西根家に避難している。両親の生家がある九州には親戚がおり、一家で帰省した際には、北海道では見られない暑い地方特有のペットの飼育習慣などを目の当たりにした。
ドラマでは、美人に弱いという設定が加わり、初対面の菱沼に見惚れたり見ず知らずの女性を口説くなど、年相応の青年らしい描写が多く存在する。原作でも、美人の奥さんをもつ漆原教授を羨むシーンがあった。
連載初期の人物紹介では「スティングの髪型をしたハムテルの友人」と書かれていた。また、連載当時にはフルネームが設定されておらず、劇中でも「二階堂××」と呼ばれていた。
清原 貴志（きよはら たかし）
演 - 高杉瑞穂
ハムテルや二階堂の同期で、阿波野や中川と同じ繁殖学講座に所属。体が大きく、無表情で飄々としている変わり者。冬には白衣の上に綿入れを着ていたり、スリッパだったりと服装には無頓着。試験期間中に過去問やレポートを販売し、犬の散歩のアルバイトでぼったくりをするなど、がめついところがある。
講座配属後は研究室に布団やテレビなどの家財を持ち込み、ほとんど下宿には帰らず研究室に寝泊りしていたらしく、卒業前に研究室の机を整理した際には大量の私物が不要品となった。大柄で体力もあり、同期が揃って西根家に滞在した際には、下駄を武器にヒヨちゃんとトレーニングを繰り広げた。
原作では卒業後に東京で就職し社員寮に入った。飼い犬の平九郎を置き去り気味にハムテルの元へ残した事で一騒動起こったが、老夫婦が営む下宿先を見つけ「防犯用の猛犬」と誇張して平九郎を売り込んだことで、社員寮を出て迎えに来た。その後、阿波野ら同級生と共に動物病院を開業した。ドラマではアメリカに留学した。原作ではフルネームは登場せず、ドラマ化にあたって下の名前が設定された。
阿波野 萌（あわの もえ）
演 - 平井理央
ハムテルや二階堂の同期で、清原や中川と同じ繁殖学講座に所属。数少ない女子学生。小柄で腕も短いため、牛の胎児の触診（肛門に腕を突っ込んで、直腸越しに胎児に触る）などでは苦労している。小学校の頃に愛犬をかばって自転車に轢かれた事があり、周囲から「死ぬほどの動物好き」と言われるほど。在学中もチャコという名の猫を飼っていたが、就職が決まって社員寮へ入る事になり、泣く泣く実家へ送ることになった。動物園で熊の世話をするアルバイトなどをしていたが、卒業後はいちど就職。後に清原ら同級生と共に動物病院を開業した。
原作ではやや気の強い面をもつが、ドラマでは性格が変更されており、気弱で涙もろい人物になっている。清原同様、原作ではフルネームは登場せず、ドラマ化にあたって下の名前が設定された。
中川（なかがわ）
ハムテルや二階堂の同級生で、清原や阿波野と同じ繁殖学講座に所属。坊ちゃん刈りのような前髪をした育ちの良さそうな男子学生。常に笑顔を絶やさない明るい性格をしており、周囲の雰囲気を全く察することなくはしゃぐこともある。漆原教授からもらったガブリエルという名の猫を飼っている（名前の由来はガブリとよく噛むため）。実家は札幌市。
卒業後は大学院に進まず九州F県のカンガルーワールドに獣医として勤務。学生時代と比べて子供っぽい振る舞いは薄れたが、天真爛漫に見せかけて意外に計算高い性格は健在で、学会で訪れた元同級生たちにカンガルーのボロとり（フン掃除）を手伝わせた。
石田（いしだ）
ハムテルや二階堂の同級生の女性。セミロングで前髪にだけパーマがかかっている。所属講座は不明。
ハムテルからもらったスナネズミを1匹飼っており、ハムテルが『ひまわり乗馬倶楽部』でアルバイトしている間、ハムテル宅のスナネズミを預かってくれた。集団で飼われており没個性気味のハムテル宅のスナネズミと違い、石田宅のスナネズミ「ウイちゃん」は単独飼育をされているためか芸をしたり、石田の掌の上で餌を食べるなどマルチな才能があった。
嶋田 小夜（しまだ さよ）
演 - 加賀美早紀
公衆衛生学講座所属。原作ではハムテルや二階堂の1年先輩。ボブカットにした黒髪が特徴で、菱沼たちから容姿を「かわいい」と評されている。
普段はおとなしく綺麗好きだが、何事もきちんと片付いていないと気が済まない「片付け魔」な性格。実際は片付かないことを我慢しているだけで、几帳面な菅原教授以上に口やかましく、いつ限界を超えて怒り出すか分からないため、繊細な菅原教授は威圧感から気の休まる暇が無い。最初は獣医学部付属家畜病院に所属していたが、漆原教授のあまりのガサツさと無神経さに耐えきれずに公衆衛生学講座に転属した過去がある。ドラマ版ではハムテルたちと同期の設定で、公衆衛生学講座への所属を決めたのは新種の細菌を2度発見した菱沼に憧れてということになっている。
小林（こばやし）
ハムテルたちの後輩の獣医学部生。父親は開業獣医で（漆原教授曰く、小林動物病院の息子）、父親に強制されて獣医学部に進んだのが気に入らないのか周囲にも無愛想な態度を取り、新歓コンパの際には「（獣医学部に）来たくて来た訳じゃない」と公言するほど。ミュージシャン志望で服装や髪型は当時のヴィジュアル系バンドを意識したスタイル。当初は初々しく華やかだった獣医学部の新入生が、実習で牛馬や豚の世話をする内にどんどん化粧や服装にかまわなくなる中、小林だけは派手にカラーリングし前髪を大きく立てたヘアスタイルを保つなど自身のポリシーを貫いていた。
派手な服装や無愛想な態度で学内でも有名人だったが、自分には音楽の才能がないが獣医には向いているのではないかと判断し音楽は諦めた模様。動物好きで「父親に職業を強制されたのが面白くないだけで、獣医師になることが嫌なわけじゃない」と気づいてからは次第に性格も丸くなり、病院講座に進んだ頃には服装もスーツスタイルなど落ち着いたものになっていた。
当初は動物の純粋性や優しさを盲信しており、横暴な父との確執、その父に耐えきれず蒸発した母、赤いスポーツカーを持ちミュージシャン志望など、ステレオタイプなツッパリ少年として二階堂や菱沼にネタにされた。馬の世話をする際、髪の毛を噛み切られて動物不信に陥り、また噛みちぎられた一箇所だけ坊主頭のように短くなった髪を切りそろえた事をきっかけに服装も普通の大学生のようになった。前述通り、病院講座に進んだ頃には常にスーツやジャケットを着用し、先輩や教授に敬語を遣える礼儀正しい学生として描かれている。連載後半では、合鴨の卵を預かるという出来事で意外と好奇心旺盛な一面も明らかになる。赤いスポーツカーを所有しているが、菱沼らによってほぼレンタカー代わりにされている。
小泉（こいずみ）
ハムテルたちの後輩で、獣医学部病院学講座に所属。小林とは学年は違うが幼なじみ。
獣医学部の学生でありながら、犬が大の苦手。子供の頃「地獄の番犬のような」と表現するほどの凄まじい犬に追いかけられ怪我をした、という記憶があり、大人しいチョビさえ実際の体格以上に巨大に見えてしまうほど。ただし、当時の現場を見ていた小林によれば、相手は黒い中型犬で「犬が子供にじゃれている」程度の微笑ましい光景だったので誰も助けず、怪我というのも小泉が転んだだけという状況だったらしい。犬以外の動物とは普通に接することが出来る。
獣医師として犬が苦手なのは良くないと自覚しており、「怖い顔の犬に慣れる」という事で、チョビ及びハムテル達が協力することになる。しかし、大人しいが顔の怖いメスのハスキー犬のプチに臨んだ際には、伝達ミスで彼女の宝物を奪い取る結果になってしまい、散々追いかけられて犬嫌いを悪化させてしまった。その後も、狂犬病予防接種の助手などをして犬に慣れようとしている。
星野（ほしの）
ハムテルたちの1年先輩。獣医師国家試験を受ける年の冬、他の講座の学生と国試の勉強をしていた際、漆原から「大変だね君たちは 他の私立はもっと早くから勉強しているというのに。何せうちは合格率が悪いし今年もたくさん落ちるだろうなあ」と無神経なことを言われている。挙句、校舎の屋上でスケートを始めた漆原の立てる騒音に「試験にすべる」と落第を連想した星野たちは怒りを爆発させ、「試験勉強のしすぎで普通の精神状態ではないのだ」と開き直って通用口の鍵をかけ漆原を屋上に閉め出したが、雪に飛び降りての脱出を図った漆原のおかげでさらに勉強会（夜は5年生とかまくらで飲み会）を邪魔される結果になった。
もともとプレッシャーに弱いたちらしく、漆原教授や高屋敷助教授の帰宅後に急患の仔犬が持ち込まれた際、自信のなさからハムテルと二階堂に処置を押し付け、謝りながら逃亡している。
単行本12巻では開業しているが、工事の遅れで開院が秋にずれ込み、繁忙期を逃したのが原因で経営不振に陥り、病院が潰れる悪夢にうなされている。いつの間にか結婚していたらしく、さり気なく夫婦自慢をして精神の安定を図っていた。
岩田（いわた）、帰山（かえりやま）
菱沼が所属する、公衆衛生学講座所属。
講座で卒業の挨拶をした際、岩田は菱沼に「会社でえらくなったら 迎えにきてあげるから」と告げ、いつえらくなるのかと聞かれた際、「定年 まぎわ」と答えたため、彼よりも3歳年上の菱沼は激怒した。

#### 院生
菱沼 聖子（ひしぬま せいこ）
演 - 和久井映見
獣医学部公衆衛生学講座に所属している、ハムテル達の先輩。いわゆる天然ボケかつマイペースな性格で、奇人としても描かれる。動作や話す速度も通常の人と比べて遅い。そのことを反映して、彼女の台詞の吹き出しは細かい波線状の独特の線で描かれている。クラミジアや梅毒の研究をしており、遺伝子組換えに使う大腸菌の培養もしている。研究者としてはかなり運に恵まれており、研究成果から商品化されたものもある。
原作での初登場時はそれなりに女性らしく落ち着いた態度だったが、途中からはその変人ぶりが強調して描かれるようになり、体温計に表示されないほどの低体温、超低血圧で痛覚が非常に鈍い、重さや筋肉への負荷を感じる感覚も鈍いのか体格の割に力持ち、感染症などの病気に対する抵抗力が異常に強いが、その一方痛覚も鈍いために症状を自覚しにくいといった特異体質のエピソードが頻出する。物語の進行と共に益々人間離れしてゆき、怒ると体から静電気を発する、季節の変わり目には親知らずが伸びるなどの特異体質も描写された。焼き芋屋の甲高い宣伝音に絡めて「菱沼さんなら超音波も聞き取とれるのでは」といった冗談を言われた事もある。
女性であることから就職に苦労する、教授から無神経なジョークを言われるなど、連載当時における女子大学院生の立場を象徴するキャラクターとなっているが、根は明るい性格の持ち主として描かれているためあまり深刻な描写はされない。
終盤には博士課程からオーバードクターを経て、連載末期にようやく丸大製薬という製薬会社に就職したが、就職後も大学で研究を続けていて、会社も近所であることから、さぼって大学を訪れることもしばしば。
動物好きではあるが、緩慢な動作から予測不能な行動を取るため大抵の動物とは相性が悪く、特に飼い猫のフクちゃんは、苦手なシャンプーをさせる為にと、麻酔を打って無理やり風呂に入れたのが原因で常に距離を置かれる関係。動きの鈍さからくる手際の悪さで、獣医学部で飼育されている豚に豚コレラの予防接種でストレスを与えてしまったこともある。
フクちゃんとの関係が悪化してからは近所に住む猫にもよくちょっかいを出すが、アパートの近所をうろつく野良猫（後に飼い猫と判明）のハナちゃんからは恐怖刺激の道具としか思われていない。縄張り外からやってきた黒猫のニャオンだけが触らせてくれたが、彼はやや離れた家の飼い猫だった。一時はハムテル宅から里子に出されたスナネズミも飼っていたが、空き巣被害に遭った際に世話になった動物好きの警察官に譲っている。
札幌からJRで45分の港町に実家がある。親戚一同は札幌市から車で5時間のところにある街で牧場を経営しており、ハムテルたちと一緒に帰省したこともあるが、幼少期に菱沼がしでかした一件で菱沼本人はサイレージでの牛の飼料作りへの参加を拒否され、それを不審に思ったハムテル達が疑心暗鬼にかられた事で、ちょっとした騒動の原因にもなった。
変人ぶりとは裏腹に美人でモデル体型であり、服装も高級ブランドを自然に着こなす。少女漫画ながら恋愛要素を排除しているこの漫画の中では唯一、恋愛絡みのエピソードがわずかにある。しかし男運がなく、菅原教授から持ち込まれた縁談は別の相手に決まり、実家の母が近所の主婦仲間から持ち込まれた縁談は母に断られ、単行本第9巻では大学構内の雪道を歩く彼女にほのかな想いを寄せる男子高校生から告白されたこともあるが、札幌五輪を知らないことを理由に菱沼の方から断った。
綾小路（あやのこうじ）
演 - 雛形あきこ
伝染病学講座の博士課程で、菱沼と同期生。菱沼が有用な遺伝子を2度も発見したことをライバル視しており、何かというと菱沼のスローなテンポや公衆衛生学講座の予算が少ないことなどを引き合いにしマウントを取る。裕福な家の生まれで、ブランド物の衣服や宝飾品を身につけている。
伝染病学教授（演 - 寺泉憲）からも「キツイ性格の子ですまんね」と言われる程気が強く、菱沼が唯一ムキになる相手。喋るのが遅い菱沼を「口にハエがとまるんじゃないの?」とからかった綾小路に対し、菱沼は「アタシだってはやく喋ろうと思えば喋れるのよッ」と早口で言い返したが、直後に「口は動くんだけど頭の考えるのが追いつかない」と発言したため、綾小路は「こんなアタマにハエのとまったような人に私は負けたのかしら」と悔しがっていた。博士課程終了後は実家が裕福なため就職はせず、オーバードクターとなった。ドラマでは、きつい性格が更に強調されている。
張（ちょう）
演 - チューヤン
中国人で公衆衛生学講座の国費留学生。もともとは中国語と英語しか話せなかったが、同じ講座で英語の話せない菱沼が頑なに日本語だけで対応していたことから、結果的に日本語も話せるようになる。ただし尊敬語や丁寧語などの敬語の使い分けは不十分で、菱沼に対し「おまえのおかげさまで話せるようになったよ」と答えたり、実験動物のラットに「ラットさんのお子さん」と言ってしまったりする。論文と研究の件でアメリカから菱沼に電話が来た際には応対を押し付けられたが、相手のアメリカ人研究者は日本語が堪能だった。いつもにこやかでマイペース。他にドイツ語とフランス語も堪能なエリート留学生である。
岡田先輩（おかだ）
演 - 蛍原徹
獣医学部の先輩。1人暮らしの酒好きで、自分の飼っているスナネズミとしょっちゅう晩酌をしている。ハムテルにスナネズミを預けて双方のネズミが入り混じってしまった時には「酒を飲むのが岡田宅のネズミ」と見分けることが出来た。
ドラマ版では非社交的な人物として描かれており、スナネズミが唯一の友という有様だった。漆原教授のアフリカ旅行に同行して人生観が変わったという設定は、原作の工藤（獣医学部の先輩）が元になっている。
神矢（かみや）
演 - ふかわりょう
菱沼と同級生で、元公衆衛生学講座所属。大学卒業後は内定していた乳酸菌飲料メーカーに入社したが、仕事内容（販売前の乳酸菌飲料を毎日試飲し、排泄物内の乳酸菌量を調べるという不毛な業務）と、結果が出ないと神谷を責める上司の理不尽さに嫌気がさし会社を退職。公衆衛生の博士課程に入った。菱沼と同じ遺伝子分野の研究をしている。社会人時代のトラウマが抜けきっていないせいか、いつも人魂が周りに飛んでいるような暗い雰囲気を醸し出している。
菱沼と同時期に、外国の獣医学専門誌に論文を提出したが、論文審査を申し込む前置きの手紙を書き添えずに論文だけを送り付けたため主査の怒りを買い、論文をつき返されてしまった。ちなみに、論文のレベルが掲載出来るほどではなかったのか、手紙を添えなかったことが原因なのかは不明とのこと。
工藤（くどう）
獣医学部の先輩。第10話登場時に長かった髪は、病院講座所属後に短く刈っている。学生寮では普段、半纏を着用している。
病院講座に入ってすぐに、漆原教授のアフリカ標本採集ツアーに参加。そのツアーの内容というのが「昼夜を問わずに毎日毎日ジャングルの中で、野生のネズミを獲るというそれはハードなもの」で、帰国後人生観が大きく変わってしまった。

#### 教官
漆原 信（うるしはら まこと）
演 - 江守徹
獣医学部病院学講座の教授。周囲からは「破壊神」と呼ばれ大胆、かつ荒々しい行動が多いがH大付属家畜病院の院長でもある。ただし「ヘタだから」という理由で自ら患畜の手術を執刀することはなく、主に学生に任せている。ハムテルがチョビと出会った際に「良い飼い主の素質」を見抜き、「君は〜〜〜獣医になる!!」という予言めいた言葉で獣医師を目指すきっかけを作った人物でもある。既婚者で、娘2人と美人だが根に持つタイプの奥さんを持つ。好きな芸能人は、往年の美人女優・原節子。実家は仕出し店を営んでおり、妹夫婦が跡を継いでいる。
アフリカマニアで、初登場時を含めことあるごとにアフリカンアートの仮面を被ったり仮装をほどこす描写があり、実際に青年海外協力隊の一員としてアフリカ滞在の経験もある。研究室を埋め尽くすアフリカン・アートは、アフリカ滞在時にふとしたことから地域住民にウィッチドクターと勘違いされ、頼まれて占いやお祓いなどをした際のお礼としてもらったものや、地域の本物のウィッチドクターに勝負を挑み入手したものである。
行動はがさつで常識はずれ、勝負事には手段を選ばず、子供っぽい意地を張ることもある上に人使いも荒い。学生から「破壊の神様みたいな人」「教授が困ると周囲はその10倍困る」と言われるトラブルメーカーだが、気合いと集中力が必要な局面での能力は抜群で洞察力も鋭く、問題を直感的に解決に導く点では誰からも一目置かれており、周囲がお手上げの問題を強引に解決してしまうことも多い。また、激務をまったく苦にしないバイタリティの持ち主である。
原稿執筆など興が乗らない事には怠惰だが、教授としての業務には積極的で、試験ではカンニングを見逃さない事でも有名。就職委員を担当した際には学生の希望をろくに聞かなかったが、その判断が的確だったのか、学生は次々に内定を勝ち取っていた。大掃除の際にハムテルが発見した落書きによると、過去には漆原に恋心を抱いた女子学生もいたらしい。
好物の汁粉ドリンクをストーブで燗付けしていたら暖めすぎて開栓時に吹きこぼし研究室を汚損してしまう、花見名物のジンギスカン鍋でカラスと諍いになるなど、冬や北海道を象徴するような食べ物のエピソードも多い。
原作におけるモデルは北海道大学名誉教授の橋本信夫、金川弘司の両氏である。下の名前は原作にも登場するが読み仮名が振られておらず、ドラマ化にあたって正式に読み仮名が設定された。
菅原（すがわら）
演 - 草刈正雄（友情出演）
獣医学部公衆衛生学講座の教授。イギリス紳士風の風貌を持つ上品な教授で、立派で真面目な大学教授の典型だが、ドラマ版では、後半に暑苦しい一面を見せることもあった。原作では特徴的な口髭を生やしているが、ドラマ版では髭はない。大の馬好きで、うっかり彼の前で馬の悪口を言った学生が、単位がもらえず留年し、挙句に就職にも失敗したという噂もある。
極めて厳格な性格で几帳面、なにごとも論理的に進めるため学生からの信頼も厚いが、細菌培養で失敗を繰り返す菱沼に難解な内容の注意書きを残してイタズラと勘違いされるなど、独特なユーモアセンスの持ち主でもある。
漆原とは正反対の繊細で神経質な性格だが、学生時代の同期生で40年来の腐れ縁の親友。優等生でインテリ型、かつその事に若干コンプレックスを抱いている菅原は、型にはまらない野生児のような漆原に弱く、そのため友情が長続きしたとの描写がある。公衆衛生が専門であり微生物の扱いには長けているが、獣医師としての臨床経験は少ないため、手術や注射のような医療行為は苦手。その性格のため漆原には学生時代から振り回されていたが、話が進むにつれて、菱沼や小夜にも振り回されることが多くなった。研究熱心ではあるが、長年自身の講座が貧しい事が悩み。
既婚者で、ぽっちゃり気味の気が強い妻がおり、またシャーリーという名のポインター犬（後述）を飼っている。大学へは車通勤だが、菅原の愛車は登場のたび（主に漆原と菱沼が原因で）必ずと言っていいほどボロボロになり、一度買い換える羽目になっている。
ハムテルや二階堂のことを一度も名前で呼んだことがない。ドラマではハムテルをあだ名で呼ばず「西根君」としており、ハムテルの両親を除けば彼を唯一あだ名以外で呼ぶ人物である。
高屋敷 一郎（たかやしき いちろう）
H大学病院学講座の助教授。既婚者で娘がいる。比較的若い。漆原に振り回されることも多い。
極めて常識的な人物だが、真面目一徹で、女性全般を苦手としている。特に身なりが派手な学生（小林のようなビジュアル系ファッションや化粧の濃い女性）は嫌いである。不器用で口下手であり、愛娘の飼っていたスナネズミが死亡した際にも、なぐさめるつもりで「解剖して死因を調べる」と申し出たところ口をきいてもらえなくなり、機嫌をとるためハムテルにスナネズミをもらいに来たこともある。
ドラマ版には登場しないが、オリジナルキャラクターの矢倉助手（演：菊池均也）に役割の一部が移管されている。
亀松 彰男（かめまつ あきお）
演 - 西村淳二
細胞検査などの組織学を教える、H大学獣医学部元教授。定年退職後に非常勤講師として勤務。レオナルド・ダ・ヴィンチの自画像のような風貌で、仙人のような長いひげが特徴。二階堂が卒論（猫の体表に存在する真菌の研究）のため、多数の猫の体表面から拭い液を採取する必要にかられた際、自身が駆け出しの頃、二階堂と同じ研究をしていた定年間際の人物（今泉先生）が、「猫の泉」と呼ぶ場所で101匹の猫から拭い液を採取したという情報を二階堂に教える。
村田教授（むらた）
H大に様々ある研究所の1つ、応用電気研究所、通称「応電」の教授。レーザーなどを研究している。応電の職員や学生はレーザー光線から目をガードするサングラスをかけているため、漆原は応電の裕福ぶりをうらやむ学生達に対し「応電はハワイだ!」と言った事もある。
予算が豊富なため女性秘書を雇用している。実験器具の不足に悩んでいた菱沼は「応電のゴミ捨て場にはいいものが落ちている」と聞きつけゴミ漁りに行くが、偶然、村田の秘書と出会い親切にしてもらったことで、逆に惨めさを実感して嘆き悲しんでいた。
大久保（おおくぼ）
H大獣医学部では、内科を教えている教授。カンニングには「寛大というか無頓着」で、学生達からは「ホトケの大久保先生」と呼ばれている。たまたま試験監督に当たったが、試験直前に前日に食べたものが原因で腹痛を起こしてしまい、代わりにカンニングに厳しい漆原が来てしまった。

### その他の人物
ブッチャー
流暢な日本語を操る白人の中年男性。趣味で犬ぞりレースをやっており、チョビを見込んでチームにスカウトし、ハムテルをそりの操縦者であるマッシャーに指名する。
ハムテル達は犬ぞりの本場から移住してきた「犬ぞり歴ウン十年」のベテランによるスカウトと思い込んでいたが、実際には「日本に住んでウン十年」のアウトドア全般が趣味という人物で、犬ぞりも最近始めて楽しさにハマってしまったという素人だった。犬の訓練やそり引きの配置などは真面目で熱心に取り組んでおり、ハムテルの犬ぞり大会入賞に貢献した。
磯貝（いそがい）
M大学獣医学部教授。漆原の同期で、2人がまだ学生の頃、漆原がまちがって彼の弁当を食べてしまったことから大喧嘩になって以来の犬猿の仲。学会では各々が担当する学生の発表時にささいな揚げ足の取り合いをし、あげく乱闘にまで発展したこともある。作者の別作品『Heaven?』にも獣医役でカメオ出演している。
先々代の西町家畜診療所院長
ハムテル宅の近所にある動物病院の院長。タカの娘時代の回想に登場する。当時の西町は「家畜診療」の名の通り、使役用牛馬の診療を専門とする病院だったが、下痢ぎみだった愛犬コロを連れたタカが強引に来院した際には、仕方なく診療を引き受けてくれた。しかし、タカが検査のために集めたコロの尿をぞんざいに扱ったため、厚意で診療したにもかかわらず、デリカシーがないとしてしつこく逆恨みされる羽目になった。
現在の札幌市の西町は1989年に公募で新しく付けられた町名であるため、この診療所の名前の由来となっているのは円山西町と思われる。
現在の西町家畜診療所院長
演 - 清水章吾
先々代の院長の孫で、タカが一瞬うろたえるほど当時の先々代に風貌が似ている。現在の西町家畜診療所は、設備は清潔で温情会計もしてくれる良い病院として近所から評判が高いが、タカからはやはり逆恨み気味に「デリカシーがない」と言われている。
動物好きの幼い曾孫に設備を譲りたいと考え、それまで医院を存続させるべく漆原に中継ぎ獣医の紹介を依頼するが、それが二階堂やハムテルを巻き込んだ事態に発展する。
倉嶋（くらしま）
漆原の教え子で、ハムテルの開業獣医の臨床研修先として紹介された倉嶋動物病院の院長を務める。明るく爽やかな男性で、受付時間が過ぎても電話があれば患畜を受け入れ、治療費が高いと言われれば分割払いを認めるなど、柔軟性があり飼い主からの人望も厚いが、「なぜか常連飼い主は午前中に診察に来ない」「午前中は研修が無い」「一部の飼い主からだけ評判が良くない」といった不審な点を併せ持つ。
第11巻後半の狂犬病予防接種の話にも登場。注射の痛みに怒って飛び掛かる犬をいなしながら注射を続けていたが、長丁場の疲労によるトラブルで自らの手に注射してしまい、現場を離れて病院に向かった。
菱沼 智（ひしぬま さとし）
聖子の従弟。札幌市から車で5時間の距離にある町で牧場を営んでいる。真面目な青年だが、父親（聖子の叔父）とは折り合いが悪い。
パソコンで牧場の牛を管理しているが（牛のデータを入力して交配を考え、乳量を増やすため）、父親が人工授精師に「安いのでいい」といい加減に決めてしまうため、頭を痛めている。
智の父
聖子の叔父。聖子曰くデリカシーに欠ける性格だが、牛飼いとしては大ベテラン。ちなみにここの牧場では、ナイター放牧を行っている。
板長
漆原の実家である、仕出し店の板長。漆原の少年時代には板場の若い衆で食材を盗み食いする漆原とは犬猿の仲だった。
現在でも漆原のことを「若だんな」と呼んでいるが、いまだに店の仕出し弁当を盗まれる事があるらしく、ドライブに行く漆原に弁当を持ち去られて「しばらく来なかったから油断していた」と嘆いている。
M山動物園園長
第49話で登場。類人猿担当の沖田さん・長谷部さん（後述）がインフルエンザに感染し、病欠したため、その間ハムテル・二階堂と共に類人猿たちの世話をすることに。ただし飼育の現場を離れて十数年経っているため、あまり世話は得意ではない。
沖田（おきた）、長谷部（はせべ）
M山動物園の類人猿の飼育員。担当は、沖田がゴリラとオランウータン、長谷部がチンパンジー。人間に近い類人猿の飼育は難しく、動物の側から選ばれたエリートとして尊敬をされている。
大田原（おおたわら）
第90話で登場。H大獣医学部の先輩で、A山動物園の獣医を務める。
産まれてすぐに母アザラシを亡くしたゴマフアザラシのデブリン（後述）の世話をしているが、嫌われているため、変装して1日2回、餌やりをしている。

### その他の動物たち
シーザー
ブッチャーの飼い犬のオスのハスキー犬。多頭引きの犬ぞりレースではリーダーを務める。お祭り野郎的な賑やかな性格で仲間を引っ張るリーダーとしての適性はあるのだが、悪く言えば無神経でやかましく、人が沢山いる環境にテンションが上がるためレース前から騒いでは体力を無駄しがちな傾向にある。「オレはやるぜ オレはやるぜ」というセリフとともに四六時中吠えているシーンが多く描かれている。落ち着きがあって終盤になってもスタミナを残すチョビが、サブリーダーに入った時の相性が良い。
平九郎（へいくろう）
清原の飼い犬のラブラドールレトリバー。性格は温厚でチョビ以上におとなしい。怖い顔のチョビを相手にしても怖がらず、大学にいる間の遊び相手にもなっている。
清原が就職のために上京した際、世話をハムテルに押し付ける形で、一時的に置き去りにされた。そのままハムテル家に滞在していたが、東京での飼育環境を入手した清原が迎えに来たときには、豊かな大学の環境よりも清原を選んで一緒に上京した。
プルプル
T市家畜衛生試験場で飼育されているメスのヒツジ。家畜衛生試験場で飼われているヒツジの中でも一際大きく、凶暴。前脚の蹄で突いて足跡を付ける「プルプルのチョキ」が必殺技。その子羊もプルプルに似て大きい。
オオニシキ号
ひまわり乗馬倶楽部で一番大きなサラブレッド。乗馬倶楽部でアルバイトを始めた頃のハムテルたちから、ばんえい競馬用の馬と勘違いされるほど大柄。細かいことは気にしない性格ゆえ、競走馬時代は他の馬が嫌がる荒天でのレースに強く、ファンも多かったという。意外と人懐っこい。
フクちゃん
菱沼の飼っているオス猫。ペルシャ猫かチンチラのような外見で、「高価な長毛種」らしい。通称「半ノラのフクちゃん」。
高価な舶来種だが気さくな性格で、気軽に出歩く事からあちこちに可愛がってくれる別宅を持っていいる。
体毛が汚れることも意に介さなかったため、思い詰めた菱沼は麻酔を打って入浴させようとしたが失敗。それ以来、本宅である菱沼の部屋に寄り付かなくなっている。菱沼の家で泥棒番をつとめている。
プチ
ハムテルが所属している犬ぞりチームのメンバーでメスのシベリアン・ハスキー。魚屋で飼われているため、鯛の尾頭などをエサとして食べているが、肉は珍しいのでやると喜ばれる。ハムテルが肉をやるとお礼として宝物の魚の頭蓋骨を見せてくれるが、あくまでも見せてくれるだけであり、くれるのかと勘違いしたハムテルがポケットに頭蓋骨をしまうと、鼻息で抗議して取り返した。
シロ
二階堂が2年前にエサやりをしていた雌の白猫で、ヒガシ・ニッキ・カッちゃん兄弟の母。
動物好きだが手加減知らずな弟妹達を警戒し、二階堂だけの秘密にされていたが、見つかってもみくちゃにされ、驚いて2階の窓から飛び出し怪我を負ってしまう。二階堂はこれを「自殺未遂」と表現するほど悪い思い出にしており、それ以来、家に動物を入れることを避けていた。
ヒガシ・ニッキ・カッちゃん
シロが隣家に引き取られてから産んだ三兄弟の白猫。母と一緒に、時折二階堂家へエサを貰いに来ていた。のちに、二階堂の弟妹が飼うことになった。
スコシ
タカの知り合いである、イギリス人夫妻の飼い犬。夫妻が来日してすぐに、ひどく衰弱しているところを保護され、「小さい」「おチビさん」といった意味で「スコシ(少し)」と名付けられた。体の弱さを心配した夫婦に気遣われて育てられたことでワガママな性格になり、飼い主が見つからずに自分達で飼うことになった。西根家で預かられた際には、温厚なチョビが怒る寸前になるほど周囲を振り回したが、イギリス人夫妻からすれば「性格がちょっと可愛くない」程度の問題らしく、ハムテルたちは「なんて心の広い人達なんだ」と感心していた。
クルタン
廃業したレストランの隣の家で飼われている犬。若干太り気味で、便秘の症状もあるためH大の家畜病院に通っている。病院を嫌がらず、「動物を助けているのに、注射や投薬のせいで動物から嫌われる獣医の役回り」に悩むハムテルたちからも、獣医が好きな珍しい患畜だと思われていたのだが……。
ポチ
バードウォッチングに参加した際、地面に落ちていたのをハムテルが保護したモズのヒナ。野生に帰す練習として、西根家の温室で放し飼いにされた。
キューちゃん
菱沼が拾い、公衆衛生学講座にて保護されていた迷い九官鳥。九官鳥らしく人の言葉を真似るのだが、「クソババア」などと喋るせいでチョビも含めて講座の女性陣に人気がない。
デブリン
A山動物園で飼育されている、ゴマフアザラシの赤ちゃん。生後9日で母アザラシを亡くし、飼育員が母親がわりとなってエサを与えている。ミルク入りホッケが好物。
ガブリエル
ハムテル達の同級生、中川の飼い猫。子猫の頃に親猫を失い、漆原教授により中川に押しつけられた。「小さいので育たないかも」という漆原の言葉を真に受けた中川はガブリエルを大切に育て、人間を噛んでも叱らなかった。名前の由来は「ヒトをガブリガブリと噛む」から。
モモちゃん
繁殖学講座で飼育されている牛。3学期が始まってすぐ産気付き、清原たちが泊り込んでお産の立ち会いにあたる。
ジェニー、ビーナス
菱沼智（前述）の牧場で飼育されている牛。妊娠中。
ハムテル達が泊りに来た翌朝、電牧（電流が流れる牧柵）の故障で、他の牛とともに集団脱走。その途次、産気付いてその場で出産するが、後産狙いのキツネや猫たちに囲まれ、危機に瀕する。
ケン
ハムテルたちが大学に入学して、教養部で一般教養をしていた頃にタカが保護したポメラニアン。可愛らしいので永久歯の生え揃う前の子犬だと思われていたが、後にとんでもない事実が判明する。
ピーちゃん
ハムテルが留守中に、西根家へ診察に連れて来られた文鳥。メス。卵詰まりを起こしていたものの、タカの奮闘により無事産卵する。
チャコ
阿波野の飼い猫。H大卒業時まで飼っていたが、就職・入社後に社員寮へ入ることになり、泣く泣く実家の両親の元へ送られた。
ジョン
西根家の近所で飼われている犬。ミケがしょっちゅう、自分の（飼い主の）家の門柱で肝試しをしているため、犬猿の仲。
ケンさん、キョウさん、ポンタちゃん、ジュリエッタ兄妹
西根家の裏向かいに住む、高田家で飼われている鶏兄妹。オスのケンさんの名前の由来は、「危険のケン」。同じくオスのキョウさんは、「凶暴のキョウ」。
西根家のヒヨちゃんとは、永遠のライバル。高田家の庭に迷いこんできたピーちゃん＆ゴンベ姉妹とケンカを繰り広げた。
すみっこ
漆原と菅原の大学時代の恩師である加藤百合子（旧姓 鬼丸）の飼い猫で、家畜病院の患畜。いつも部屋の隅にいることから、「すみっこ」と名付けられた。
黄色（きいろ）、ガッツ
中川が働いている、カンガルーワールドで飼育されている、カンガルーの群れのボス。
黄色は女・子どもの群れのボスで、ガッツは大人のオスの群れのボス。ハムテルと清原のミスで柵から出てしまい、ついに真のボスを決める戦いに至ってしまう。しかしハムテルの機転でボス争いは回避された。
営業部長（えいぎょうぶちょう）
カンガルーワールドで飼育されている、メスのカンガルー。
子供がおり、初対面のハムテルたちに「みる?」と仔カンガルーをお腹から見せるサービスをしてくれる。
シロさん
チョビの目から見てもかわいらしい外見の名前通りの純白の毛並みをもつ犬。何故か「シロさんを放さないでください。捜しにいかなければいけないのは私たちです」という張り紙を見て、ハムテルと二階堂はたまたま2人にシロさんに同情するような事を言った隣の人を見て、何か不穏な物を感じる。夜遅くに大学の帰りに誰かが放してしまったシロさんと出会うことになってしまい、犯人と誤解されるのを恐れた2人とチョビはそのまま自宅へと逃走するのだが…。祖母のタカ曰く「薄幸の美少女みたいな顔をした犬」だが外見とは裏腹に堂々とした性格をしている。ベジタリアンで肉を食べると胸焼けする。

## 原作に登場する場所・建築物
モデルとなったと推定される場所を含む。（）に作品中での表記を記す。
北海道大学（H大学）
作品の活動の中心となる大学。
桑園・日本中央競馬会札幌競馬場（札幌中央競馬場）
文庫版1巻で菅原教授のメモに登場。「桑園」はJR北海道（函館本線・札沼線）の駅名（札幌競馬場の最寄り駅）で、地名としては存在しないものの、その周辺地域を指す呼称として用いられている。
藻岩山・藻岩山ロープウェイ（○いわ山）
チョビが遭難した山。
旭川市旭山動物園（A山動物園）
文庫版6巻で、ハムテル達の実習先として登場。
札幌市円山動物園（M山動物園）
ハムテル達の実習先として登場。
北海道立滝川畜産試験場（T市家畜衛生試験場）
ハムテル達の夏休み期間におこなわれる牧場実習先として登場。
福岡県北九州市グリーンパーク・響灘緑地（カンガルーワールド）
カンガルー広場がある。中川の卒業後の勤務先のモデルとなった施設。
さっぽろ羊ヶ丘展望台（指さしているクラーク像）
大学受験のため渡道した、二階堂の従妹・里穂が待ち合わせ場所と勘違いして彼女の想像での登場。
実際の待ち合わせ場所はH大学構内のクラーク像（こちらのクラーク像は手足のない胸像）だった。
小樽市（港と運河と水族館のまち）
菱沼の産まれ故郷で、札幌からJRで45分の距離。
北海道立真駒内公園 （作中でも同名・国際犬ぞりレース札幌大会開催地）
ハムテルが所属している、ブッチャーが監督を務める犬ぞりチームが毎年参加している犬ぞりレース大会の開催地。
円山公園（M山公園）
ハムテル達獣医学部の学生・教授がお花見で訪れた公園。
ちなみに、この時期北海道にはまだ桜が咲いていないため、お花見で見る花はライラックなどである。
慶應義塾大学（K大（私立））
二階堂里穂が大学受験で落ちた大学。
東京大学（T大（国立））
K大（私立）と同じく二階堂里穂が大学受験で落ちた大学。

## 書誌情報

### 単行本
- 佐々木倫子 『動物のお医者さん』 白泉社〈花とゆめCOMICS〉、全12巻
  1. 1989年4月19日発売[5]、ISBN 4-592-11082-X
  2. 1989年8月18日発売[6]、ISBN 4-592-11083-8
  3. 1990年4月19日発売[7]、ISBN 4-592-11084-6
  4. 1990年11月19日発売[8]、ISBN 4-592-11085-4
  5. 1991年3月19日発売[9]、ISBN 4-592-11086-2
  6. 1991年8月19日発売[10]、ISBN 4-592-11087-0
  7. 1992年1月17日発売[11]、ISBN 4-592-11088-9
  8. 1992年7月17日発売[12]、ISBN 4-592-11089-7
  9. 1993年1月19日発売[13]、ISBN 4-592-12039-6
  10. 1993年8月19日発売[14]、ISBN 4-592-12040-X
  11. 1994年1月19日発売[15]、ISBN 4-592-12041-8
  12. 1994年5月19日発売[16]、ISBN 4-592-12042-6

### 文庫本
- 佐々木倫子 『動物のお医者さん』 白泉社〈白泉社文庫〉、全8巻
  1. 1995年12月15日発売[17]、ISBN 4-592-88141-9
  2. 1995年12月15日発売[18]、ISBN 4-592-88142-7
  3. 1995年12月15日発売[19]、ISBN 4-592-88143-5
  4. 1996年3月15日発売[20]、ISBN 4-592-88144-3
  5. 1996年3月15日発売[21]、ISBN 4-592-88145-1
  6. 1996年3月15日発売[22]、ISBN 4-592-88146-X
  7. 1996年6月14日発売[23]、ISBN 4-592-88147-8
  8. 1996年6月14日発売[24]、ISBN 4-592-88148-6

### 愛蔵版
- 佐々木倫子 『動物のお医者さん 愛蔵版』 白泉社〈花とゆめCOMICSスペシャル〉、全6巻
  1. 2013年10月4日発売[25]、ISBN 978-4-592-21708-4
  2. 2013年10月4日発売[26]、ISBN 978-4-592-21709-1
  3. 2013年11月5日発売[27]、ISBN 978-4-592-21710-7
  4. 2013年11月5日発売[28]、ISBN 978-4-592-21711-4
  5. 2013年12月5日発売[29]、ISBN 978-4-592-21712-1
  6. 2013年12月5日発売[30]、ISBN 978-4-592-21713-8

### 新装版
- 佐々木倫子 『新装版 動物のお医者さん』 小学館〈ビッグコミックス〉、全12巻[31]
  1. 2024年1月31日発売[32][33]、ISBN 978-4-09-862731-8
  2. 2024年2月29日発売[34]、ISBN 978-4-09-862732-5
  3. 2024年3月29日発売[35]、ISBN 978-4-09-862733-2
  4. 2024年4月30日発売[36]、ISBN 978-4-09-862734-9
  5. 2024年5月30日発売[37]、ISBN 978-4-09-862735-6
  6. 2024年6月28日発売[38]、ISBN 978-4-09-862736-3
  7. 2024年7月30日発売[39]、ISBN 978-4-09-862737-0
  8. 2024年8月30日発売[40]、ISBN 978-4-09-862738-7
  9. 2024年9月30日発売[41]、ISBN 978-4-09-862739-4
  10. 2024年10月30日発売[42]、ISBN 978-4-09-862740-0
  11. 2024年11月28日発売[43]、ISBN 978-4-09-862741-7
  12. 2024年12月26日発売[44]、ISBN 978-4-09-862742-4

## テレビドラマ
テレビ朝日系列の『木曜ドラマ』枠（毎週木曜日21:00 - 21:54、JST）で2003年4月17日から6月26日まで放送された日本のテレビドラマ。主演は吉沢悠。
ストーリー進行などに多少の変更があり、H大学は城西大学で撮影された。基本的には1回2、3話形式のオムニバスもの。放送終了後はDVD、ビデオ化された。

### キャスト
キャストは#登場人物・動物を参照。清原、阿波野といった登場人物は、原作では下の名前が登場せず、ドラマ版で初めてフルネームが設定された。

### スタッフ
- 原作 - 佐々木倫子「動物のお医者さん」（白泉社刊／花とゆめコミックス）
- プロデュース - 高橋浩太郎
- 協力プロデュース - 霜田一寿（ザ・ワークス）
- ナレーション - キートン山田
- 音楽 - 寺嶋民哉
- 主題歌 - 諫山実生「朝陽の中で微笑んで」（荒井由実のカヴァー曲）
- 音楽協力 - 株式会社テレビ朝日ミュージック
- 制作協力 - ザ・ワークス
- 制作著作 - テレビ朝日

### エピソード
所謂、フジテレビに入社する前の平井理央のドラマ出演作としても知られる。当時の平井は女優として活動しようと決めていたが、台詞を噛んでしまったりなどで共演者の要潤にかなり心配され、「理央ちゃんは、ここにいない方がいいんじゃない?」とも言われ、ショックを受けながらも元々、平井当人がタレントとしての素質を疑っていたこともあり「そうかもしれない」とも受け入れてしまい、芸能人としての模索を考えるターニングポイントになった。

### 放送日程
| 各話                                                      | 放送日  | サブタイトル | 脚本              | 監督                | 視聴率 |
| --------------------------------------------------------- | ------- | --- | ----------------- | ------------------- | ------ |
| 第1話                                                     | 4月17日 | 「私はチョビ」 【「運命」「チョビの病気」「ミケの危機」】                                                           | 横田理恵          | 佐藤嗣麻子          | 13.7%  |
| 第2話                                                     | 4月24日 | 「女といふもの…」 【「タカの執念」「菅原教授の悩み」「菱沼の恋人」】                                                | 横田理恵          | 深沢正樹            | 10.8%  |
| 第3話                                                     | 5月1日  | 「チョビ牧場へ行く」「ネズミの見分け方」 【「いいネズミ、の見分け方」「漆原の罪と罰」】                             | 古沢良太          | 久野昌宏            | 9.9%   |
| 第4話                                                     | 5月8日  | 「チョビ飼い主を探す」「怪しいアルバイト」 【「怪しいアルバイト」「タカの孫自慢」「飼い主は誰?」】                  | 横田理恵          | 久野昌宏            | 10.1%  |
| 第5話                                                     | 5月15日 | 「しるこ＋スシ＝爆弾」「チョビ達を狙う犯人」 【「雨の日の惨劇」「二階堂の試練」「夜の訪問者」】                     | 古沢良太          | 佐藤嗣麻子          | 8.6%   |
| 第6話                                                     | 5月22日 | 「チョビとミケ、麻雀と試験に乱入!ハムテル絶体絶命…」 【「家族の大勝負」「ハムテルの試験対策」「漆原の弱点」】       | 横田理恵          | 久野昌宏            | 7.6%   |
| 第7話                                                     | 5月29日 | 「ミケの家出」「英語出来なくてなぜ悪い」 【「ミケの家出」「英語のかべ」「清原の愛情」】                             | 古沢良太          | 山崎貴              | 9.1%   |
| 第8話                                                     | 6月5日  | 「ヒヨちゃん、病に倒れる」「菱沼を迎えにきた男」 【「ヒヨちゃん、病に伏す」「菱沼の就職」「ネズミ捕獲作戦」】       | 古沢良太          | 佐藤嗣麻子          | 11.3%  |
| 第9話                                                     | 6月12日 | 「西根家の蔵で、殺人事件」「菱沼の宿敵はゴージャス女」 【「菱沼のライバル」「クリスマスの思い出」「謎の細菌メモ」】 | 横田理恵          | 久野昌宏            | 9.2%   |
| 第10話                                                    | 6月19日 | 「さよなら、平九郎」「漆原の秘密・口紅の美女!」 【「間違いだらけの講座選び」「漆原の秘密!?」「さよなら、平九郎」】  | 江頭美智留        | 山崎貴              | 8.8%   |
| 最終話                                                    | 6月26日 | 「チョビ、山で行方不明!生きていて…」 【「チョビ、帰らず」「宿命の対決」】                                           | 横田理恵 古沢良太 | 佐藤嗣麻子 久野昌宏 | 9.7%   |
| 平均視聴率 9.9%（視聴率は関東地区・ビデオリサーチ社調べ） |         | |                   |                     |        |

| テレビ朝日系列 木曜ドラマ          | テレビ朝日系列 木曜ドラマ                  | テレビ朝日系列 木曜ドラマ                             |
| 前番組                             | 番組名                                     | 次番組                                                |
| ---------------------------------- | ------------------------------------------ | ----------------------------------------------------- |
| 恋は戦い! （2003.1.9 - 2003.3.13） | 動物のお医者さん （2003.4.17 - 2003.6.26） | 菊次郎とさき （第1シリーズ） （2003.7.3 - 2003.9.11） |